# هنری بوچا
هنری بوچا (انگلیسی: Henry Boucha؛ زادهٔ ۱ ژوئن ۱۹۵۱) بازیکن هاکی روی یخ اهل ایالات متحده آمریکا است.